# Ion Creangă

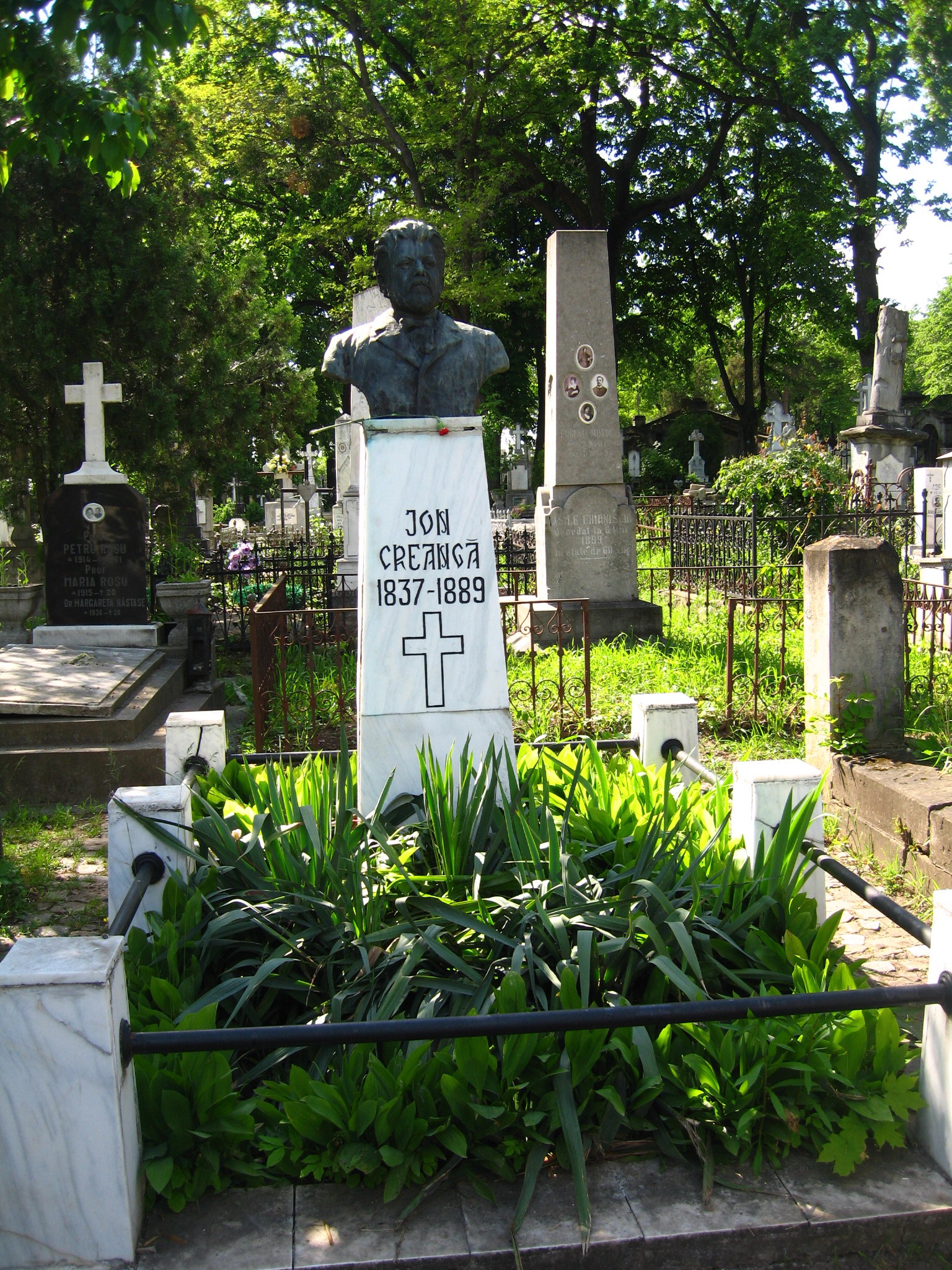
Ion Creangă sírja Iașiban

Ion Creangă (Humulești, 1837. március 1. – Jászvásár, 1889. december 31.) a román irodalom egyik legnagyobb klasszikusa. A román irodalom panteonjába mint mesemondó és író, de főként Gyermekkorom emlékei (Amintiri din copilărie) című önéletrajzi írása révén lépett be.

## Élete
Ion Creangă, a román nemzet legnagyobb mesemondója, falusi ember volt, akár Ioan Slavici. A különbség kettejük közt az, hogy Creangă életkörülményei szegényesebbek voltak. Creangă olyan író volt (ahogy a franciák mondják, "qui sent le terroir"), aki a maga őszinteségében és egyszerűségében mutatja be a falusi világot, az ottani tájszólásokat beiktatva a szövegbe.
Creangă életét elsősorban a Gyermekkorom emlékei című önéletrajzi jellegű művéből ismerhetjük közelebbről. Apja Ștefan a lui Petrea Ciubotariul, anyja Smaranda Creangă volt. 1847-ben kezdte az elemi iskolát szülőfalujában, Vasile a Ilioaei tanító kezei alatt. Később Botoșaniban tanult, majd Fălticeniben kadétoskodott. Amikor már majdnem befejezte az iskolát, megszüntették az összes papneveldét a megyében, így Creangă Socolába került tanulni.
Nehezen vált meg a falusi élettől, mint ahogyan ezt maga is mondja:
„Kedves volt nekem apám és anyám, a fiú- és lánytestvéreim és a falu fiúi, gyerekkorom bajtársai, a szekerek, a tél, a nehéz napok, korcsolyáztam és szánkóztam, és nyáron főleg ünnepekkor énekelve és kurjongva, bejártam az erdőket és a mezőket, a szántásokat, a virágos mezőket és a dombokat, amikor a hajnal rámmosolygott. Ugyanúgy kedves volt nekem a fonó, a kalákák, a hórák, és a falu összes ünnepélye, amelyeken igen jó kedvvel vettem részt.”
1855 és 1859 között a papnevelde diákja maradt, majd ennek elvégeztével visszatért szülőfalujába. Jászvásáron megházasodott és itt lett pap a „Negyven szent templomában”. Azonban a papi hivatás nem igazán tetszett neki, ezért beiratkozott a jászvásári Vasile Lupu gimnáziumba. Miután elvégezte az iskolát, tanárként dolgozott Moldva fővárosában.
1871-ben a papi erkölcs és öltözék tiszteletben nem tartásával vádolták (kalapot hordott, és állítólag a templom tornyáról puskával lőtte le a varjakat) és kitiltották a papi közösségből. Ennek következményeként elveszítette tanári állását is. A következő években kereskedőként dolgozott, majd egy jászvásári magániskola tanára lett. Később Titu Maiorescu visszaadta neki a tanítói jogait. Összebarátkozott Mihai Eminescuval, ennek következményeként tagja lett a Junimea mozgalomnak, aminek a vezetője Titu Maiorescu volt. A Convorbiri literare című folyóiratban meséket és elbeszéléseket közölt.
1887-ben felhagyott a tanítói pályával és nyugdíjba vonult. 1889 szilveszter éjszakáján halt meg egy epilepsziás roham következtében.

## Munkássága
Creangăt a román irodalom legnagyobb mesemondójaként tartják számon.
Sok mesét írt népies nyelven, de írt rövid anekdotákat és elbeszéléseket is. Fő műve a Gyermekkorom emlékei, amelyben a szülőfaluját és az ott élő embereket mutatta be. Rövidebb, többnyire vicces tartalmú történetekből áll, bemutatván a falu egyedi tárgyait és szokásait is.

### Emlékirat
- Amintiri din copilărie (1888) (Gyermekkorom emlékei, ford. Berde Mária és Kiss Jenő)

### Mesék
- Capra cu trei iezi (1875) (A kecske és a három gidó, ford. Sütő András, 1954)
- Dănilă Prepeleac (1876) (Karó Dani, ford. Sütő András, 1963)
- Fata babei și fata moșneagului (1877) (Apó lánya és Ettyem-Petty, ford. Sütő András)
- Făt Frumos, fiul iepei (1877) (Szép Vitéz, a kanca fia, ford. Vigh Károly)
- Harap-Alb (1877) (Fehér Szerecsen, ford. Sütő András, 1953)
- Ivan Turbincă (1878) (Tarisznyás Iván, ford. Sütő András)
- Povestea lui Ionică cel prost (1876)
- Povestea lui Stan-Pãțitul (1877)
- Povestea porcului (1876) (A disznó meséje, ford. Sütő András, 1973)
- Povestea poveștilor (1877-1878) (A mesék meséje, ford. Orbán János Dénes, 2003)[5]
- Povestea unui om leneș (1878) (A lusta ember meséje, ford. Sütő András)
- Punguța cu doi bani (1875) (Kukuriku, nagy bojár!, ford. Sütő András, 1960; A kiskakas két krajcárja címen is ismert)
- Soacra cu trei nurori (1875) (Egy anyósnak három menye, ford. Sütő András)

### Anekdoták és elbeszélések
- Acul și barosul (1874) (A kicsitű és a nagyverő, ford. Sütő András)
- Cinci pîini (1883) (Öt kenyér, ford. Vigh Károly)
- Inul și cămeșa (1874) (A len és az ing, ford. Sütő András)
- Ioan Roată și Cuza-Vodă (1883)
- Moș Ion Roată și Unirea (1880) (Ion Roată apó és a fejedelemségek egyesülése, ford. Kiss Jenő)
- Păcală (1880)
- Prostia omenească (1874) (Mese az emberi butaságról, ford. Vigh Károly)
- Ursul păcălit de vulpe (1880) (A rászedett medve, ford. Vigh Károly)

### Novellák
- Moș Nechifor Coțcariul (1883) (Az a zsivány Nechifor apó, ford. Kiss Jenő)
- Popa Duhul (1879) (Duhu atya, ford. Kiss Jenő)

## Magyarul
- A kecske és a három gidó; Ifjúsági Kiadó, s.l., 1932
- Ionica gyermekkora. Regény; ford. R. Berde Mária, versford. Kiss Jenő; Révai, Bp., 1950
- Gyermekkorom emlékei; ford. R. Berde Mária, versford. Kiss Jenő; Állami, Bukarest, 1950
- Mesék; ford. Miklós Gyula, versford. Hajnal Gábor; Ifjúsági, Bp., 1951
- Fehér szerecsen és más mesék; ford. Sütő András; Irodalmi és Művészeti, Bukarest, 1951
- Ion Creangă válogatott munkái; ford. R. Berde Mária, Kiss Jenő, Sütő András; Irodalmi és Művészeti, Bukarest, 1952 (Haladó hagyományaink)
- Fehér szerecsen; ford. Sütő András; Ifjúsági, Bp., 1953
- Jonika gyerekkora. Regény; ford. R. Berde Mária, versford. Kiss Jenő; Ifjúsági, Bp., 1956
- Ion Roată apó és az Egyesülés; ford. Kiss Jenő; Ifjúsági, Bukarest, 1959
- Kukuriku, nagy bojár!; ford. Sütő András; Casa Scînteii Ny., Bukarest, 1960
- Fehér szerecsen. Válogatott művek; ford. R. Berde Mária et al., bev. Domokos János; Európa, Bp., 1960 (A világirodalom klasszikusai)
- A falu órája; ford. Kiss Jenő; Ifjúsági, Bukarest, 1962
- Két leány; ford. Vigh Károly; Ifjúsági, Bukarest, 1962 (Mesetarisznya)
- Karó Dani; Ifjúsági, Bukarest, 1963
- A kecskék; ford. Kiss Jenő; Ifjúsági, Bukarest, 1964 (Mesetarisznya)
- A vénasszony leánya és a vénember leánya; szöveg Ion Creangă, rajz Albin Stănescu, ford. Vigh Károly; Ifjúsági, Bukarest, 1965
- A kecske és a három gidó; szöveg Ion Creangă, rajz Ileana Ceausu-Pandele, ford. Sütő András; Creanga, Bukarest, 1970
- Gyermekkorom emlékei; ford. Kiss Jenő; Creanga, Bukarest, 1971 (Minden gyermek könyve)
- Mesék; ford., utószó Sütő András; átdolg. kiad; Creanga, Bukarest, 1971
- A disznó meséje. Mesék; ford. Sütő András, Kiss Jenő; Creanga, Bukarest, 1973 (Az én első könyvem)
- A rászedett medve; ford. Vigh Károly; Creanga, Bukarest, 1979
- Sütő András: Csillagvitéz. Mesejáték. Ion Creangă nyomán; in: 6 színjáték; Szocialista Művelődési és Nevelési Tanács, Bukarest, 1983